# Jan Kronštadtský
Jan Kronštadtský (též Ioann Kronštadtský, rusky Иоанн Кронштадтский, vlastním jménem Ivan Iljič Sergijev; 19. října jul. / 1. listopadu 1829 greg. 1829, Sura, Archangelská gubernie – 20. prosince 1908 jul. 2. ledna 1909 greg., Kronštadt) byl ruský biskup. Byl známý svými léčivými schopnostmi a patřil k nejpopulárnějším církevním hodnostářům své doby.[zdroj?] V roce 1964 byl Ruskou zahraniční církví svatořečen.

## Raný život a popularita
Ivan Iljič Sergijev (rusky Иван Ильич Сергиев) se narodil 19. prosince 1829 v malé vesnici Sura na severu tehdejšího Ruského impéria. Ve škole vynikal a po absolvování kněžského semináře tak v roce 1851 přešel už na státní útraty na Teologickou akademii v Petrohradu. V roce 1855 se stal knězem v chrámu svatého Andreje v Kronštadtu. V něm se věnoval zejména charitativní činnosti. Známým se stal v roce 1890. Každý den ho navštěvovaly tisíce lidí ze všech koutů Ruska. Ostatní příslušníci církve k němu chovali vysoký respekt, mnohé povzbudil k duchovnímu životu (např. svatý Jan Šanghajský a Sanfranciský či svatý Silván z Athosu)

## Léčitelské schopnosti
Jeho léčitelské schopnosti se neomezovaly pouze na lidi křesťanského vyznání. Léčil židy i muslimy. 20. prosince roku 1883 o něm vyšel článek ve vážených petrohradských novinách Novoje Vremja, v celém čísle byly otisknuté děkovné dopisy od jeho vyléčených pacientů. Vyléčil Annu Vyrubovovou i Zinaidu Jusupovovou, matku Felixe Jusupova. Když v roce 1894 umíral car Alexandr III. byl Jan přivolán do paláce v Livadiji. Umírající car si ho velmi vážil.

## Dílo
- Můj život v Kristu